# Dissotis phaeotricha
Dissotis phaeotricha là một loài thực vật có hoa trong họ Mua. Loài này được (Hochst.) Hook. f. mô tả khoa học đầu tiên năm 1871.